# Micrura alaskensis
Micrura alaskensis är en djurart som tillhör fylumet slemmaskar, och som beskrevs av Ernest F. Coe 1901. Micrura alaskensis ingår i släktet Micrura och familjen Lineidae. Inga underarter finns listade i Catalogue of Life.